# Fatou Gbane
Fatou Gbane, née le 14 novembre 1995 à Bondoukou, est une archère ivoirienne.

## Carrière
Elle est médaillée d'argent en arc classique par équipe aux Jeux africains de 2019 à Rabat avec ses deux coéquipières: Esmei Anne-Marcelle Diombo et Ekpobi Anne-Marie Eléonord Yedagne.
Elle est médaillée d'or en arc classique par équipes aux Championnats d'Afrique de tir à l'arc 2022 à Pretoria.